# Louis Daguerre
Louis Jacques Mandé Daguerre, född 18 november 1787 i Cormeilles-en-Parisis i Val-d'Oise, död 10 juli 1851 i Bry-sur-Marne i Val-de-Marne, var en fransk uppfinnare, fotograf, konstnär och kemist som uppfann daguerrotypin, en föregångare till dagens fotografi.

## Biografi
Som medarbetare till Pierre Prévost utförde Daguerre teaterkulisser och panoramavyer i Paris 1801-1814. Den häpnadsväckande realismen i Daguerres scener gjorde honom snabbt berömd och mängder med uppdrag strömmade in. 1822 gjorde han succé med sitt skådespel Diorama, en serie landskapsscener där realistisk eld och verklighetstrogna spöken avlöste varandra, effekter som byggde på invecklade system med transparenta, skickligt ljussatta målningar. För att snabbt producera dessa avancerade kulisser använde Daguerre camera obscura, en föregångare till kameran och han lyckades för första gången fixera en bild från en camera obscura 1824. 
Genom sitt intresse för camera obscuran kom Daguerre i kontakt med Nicéphore Niépce och dennes experiment med asfalt som fotoemulsion. De inledde ett samarbete 1829. Daguerre började experimentera med olika metallfilmer och omkring 1831 lyckades han, möjligen av en slump, framställa ett tunt skikt av ljuskänsligt silverjodid (franska "iodure d'argent").  
1837 upptäckte han av en tillfällighet att exponeringstiden kunde drastiskt minskas genom att bilden framkallades med kvicksilverångor. Denna emulsion förkortade avsevärt exponeringstiden som med Niépces metod omfattat flera timmar. Det var dock först 1837 som Daguerre även upptäckte att emulsionen gick att permanent fixera med vanligt salt (Daguerre kände inte till att John Herschel redan 1819 använde natriumtiosulfat som fixeringsmedel). Han döpte sin nya uppfinning bestående av emulsionen och fixativet till daguerrotypi.
Den 7 januari 1839 kunde Daguerre, genom François Arago, presentera uppfinningen inför Franska vetenskapsakademin. Uppfinningen blev omedelbart en världsnyhet och 15 juni 1839 dekorerades Daguerre med Hederslegionen. 19 augusti samma år deklarerade den franska regeringen vid en offentlig ceremoni uppfinningen som var mans egendom, "en gåva till den fria världen". 

## Eftermäle
Daguerre har, förutom sin uppfinning, givit namn till nedslagskratern Daguerre på månen och asteroiden 3256 Daguerre. Hans namn tillhör de 72 som är ingraverade på Eiffeltornet.

## Galleri

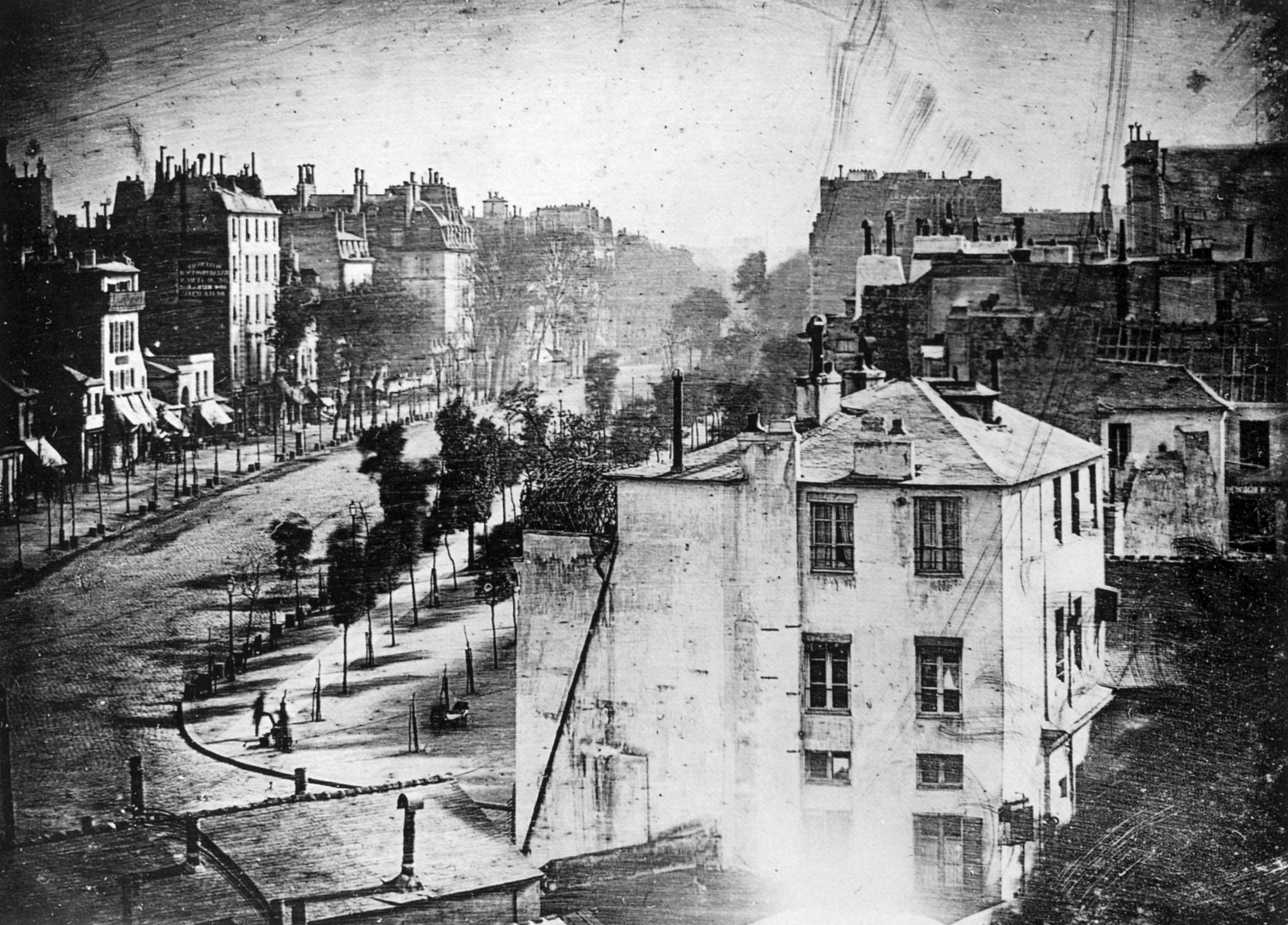
Det första fotografiet med en person på motivet. På grund av den långa exponeringstiden (~ 5 min) fångas endast mannen och pojken som putsar hans skor (nere till vänster i bild). Daguerre 1838.
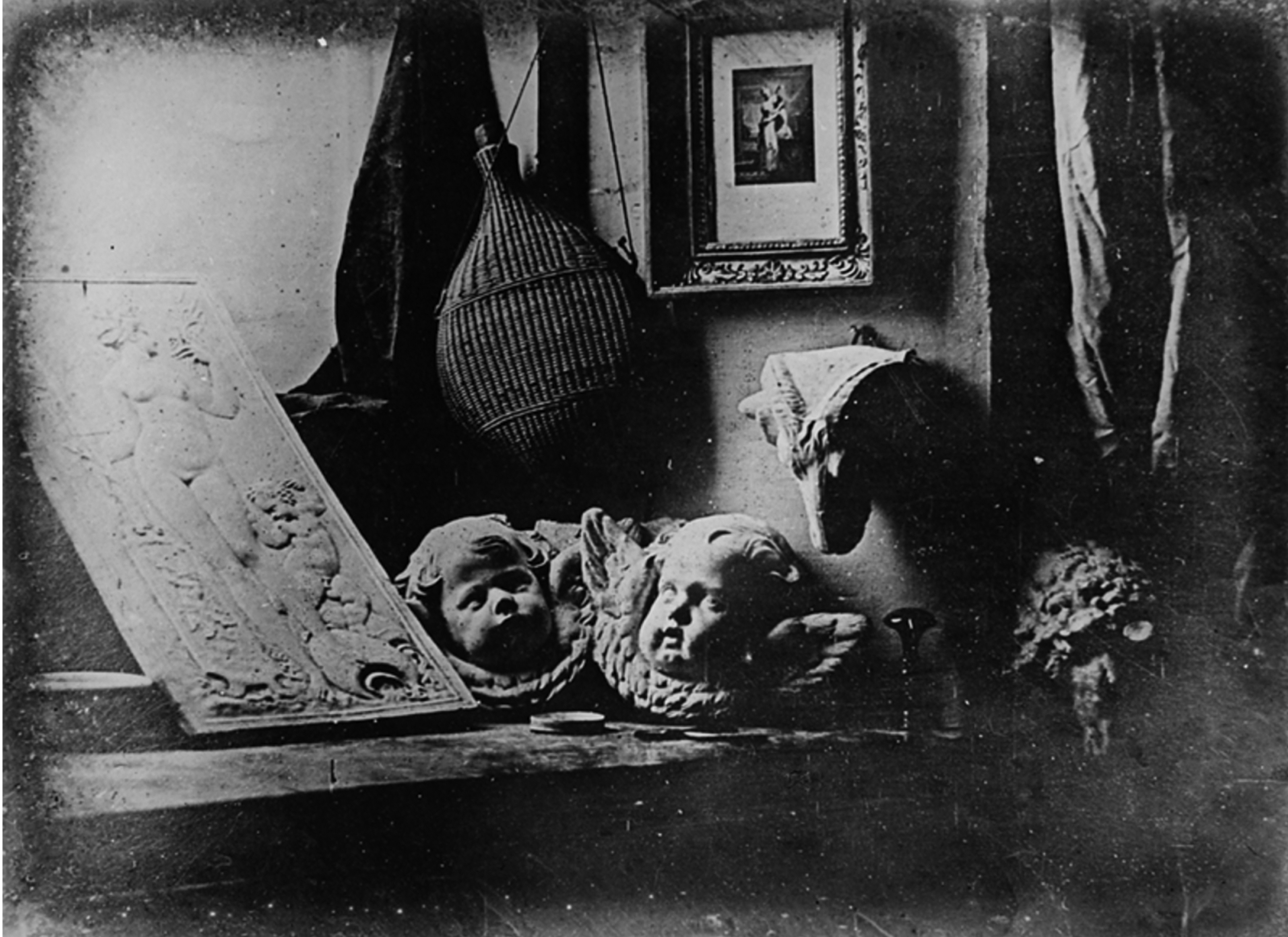
En daguerrotypi, ett stilleben från Daguerres ateljé 1837.
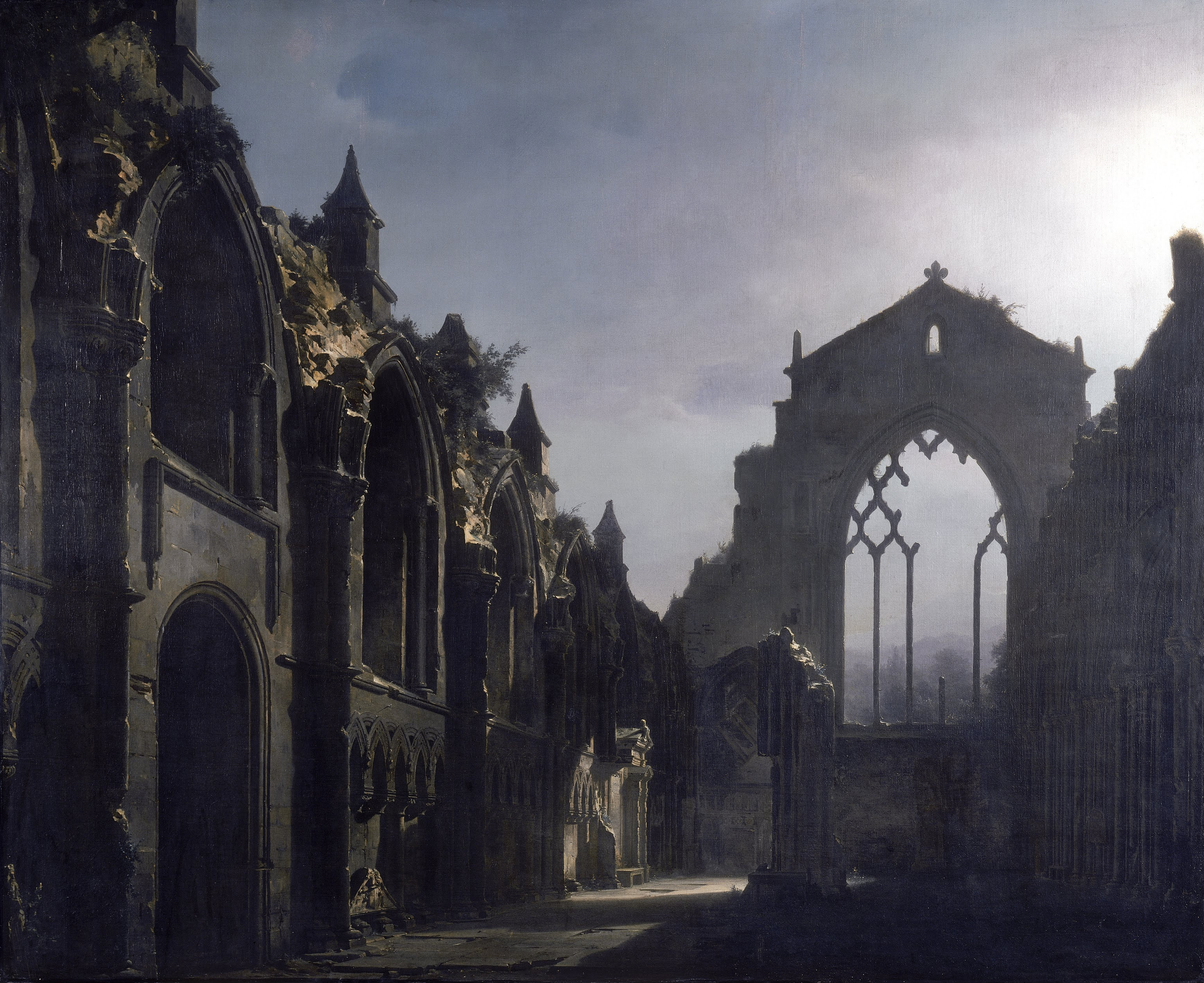
The Ruins of Holyrood Chapel, målning av Daguerre 1824.
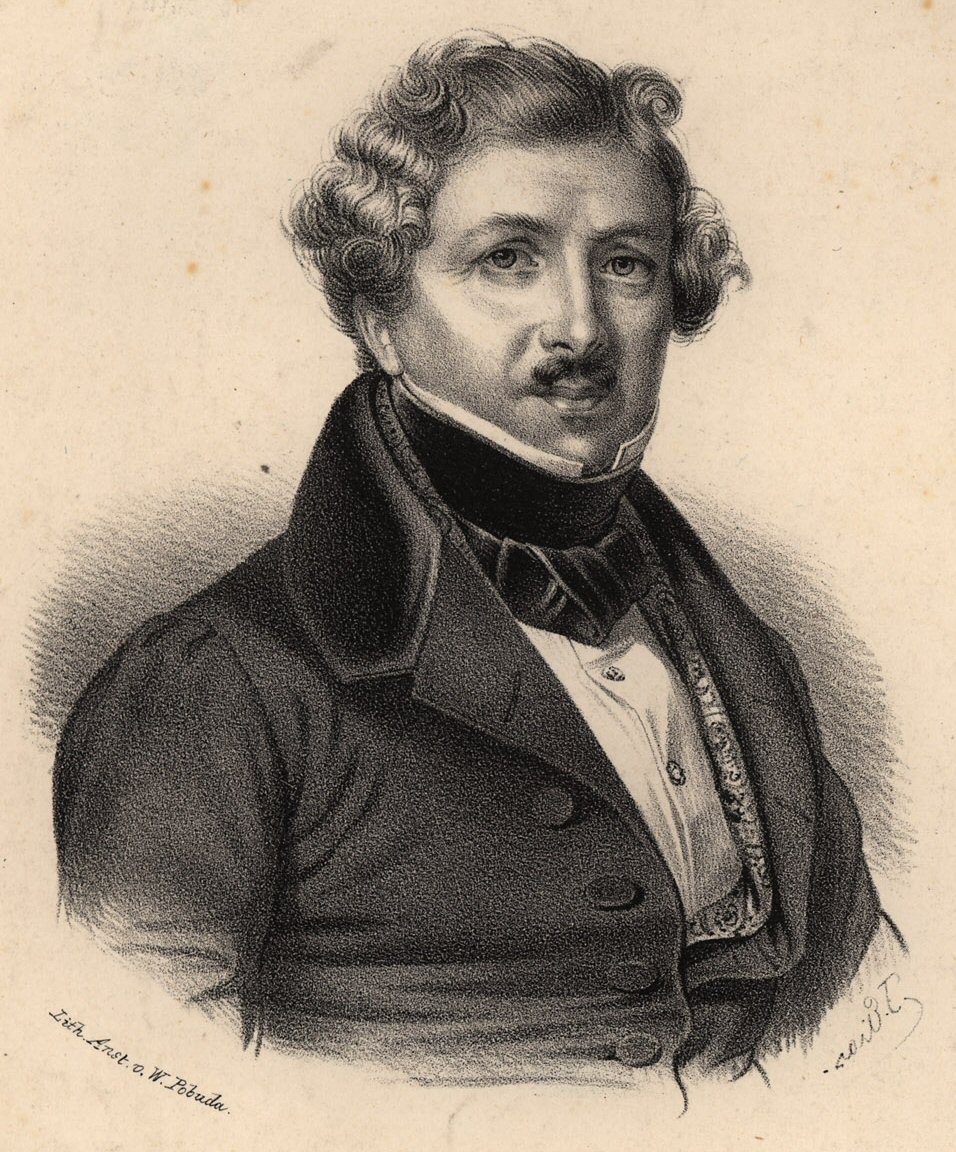
Louis Daguerre.